# Ian Morris

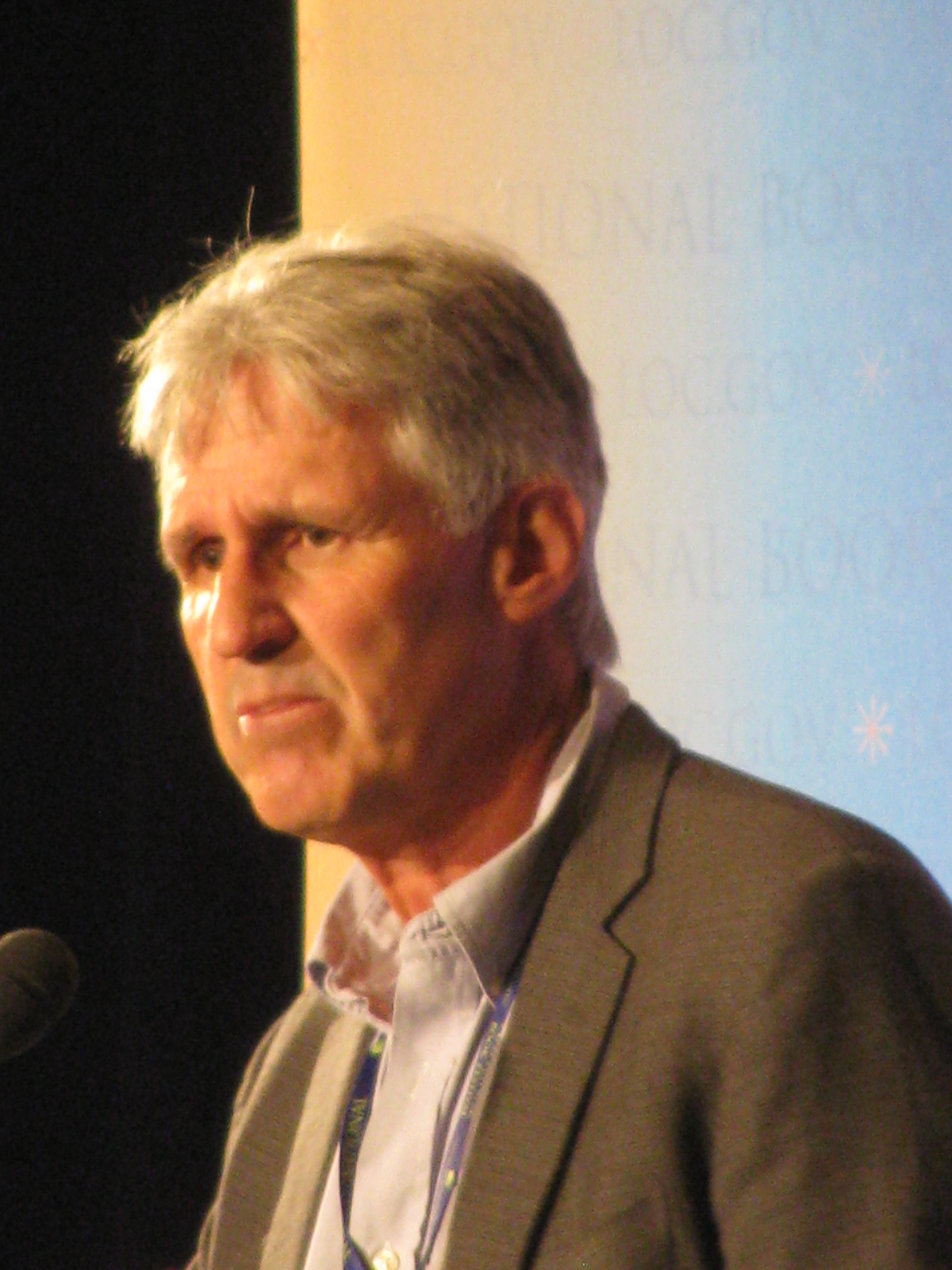
Ian Morris

Ian Morris (Stone, 1960) is een Brits-Amerikaans historicus en schrijver.

## Biografie
Morris studeerde archeologie aan de universiteit van Birmingham. Sinds 1995 is hij docent klassieke oudheid aan de Stanford-universiteit.

## Selectie van zijn publicaties
- Burial and Ancient Society (1987)
- The Ancient Economy: Evidence and Models (2005), samen met Joe Manning
- The Dynamics of Ancient Empires (2009), samen met Walter Scheidel
- Why the West rules - - For now (2010)
- The Measure of Civilization (2013)
- War! What Is It Good for?: Conflict and the Progress of Civilization from Primates to Robots (2014). Ned. vert. Verwoesting en vooruitgang. Hoe oorlog de menselijke beschaving heeft gevormd. Unieboek-Het Spectrum: Houten/Antwerpen, 2014

## Eerbetoon
- 2014 - California Book Awards, Nonfiction voor War! What Is It Good for?